# 阪急北野線
北野線（きたのせん）とは、大阪府大阪市北区の梅田駅から、淀川手前の北野駅までを結んでいた京阪神急行電鉄（現・阪急電鉄）の軌道線（路面電車）である。北野支線ないしは（大阪）市内線とも呼ばれた。
元々地上を走っていた宝塚本線・神戸本線を高架化した際、残った地上線を北野線として継続営業することにしたものである。そのため全長は0.8 km と、日本一短い路面電車といわれた桑名電軌（全長1.0 km）よりさらに短いものであった。短距離ではあったが、乗客はそれなりに多かったという証言もある。
休止後も軌道はそのまま残され、京都本線電車用の複線（名目上は宝塚本線の複々線化）を十三駅 - 梅田駅間に敷設する際に、軌道敷の部分を道路にしてその分道幅を狭め、空いた箇所に高架橋を新設した。このため、北野線は事実上廃線であったが、名目上は休止扱いとされ、1959年（昭和34年）の京都本線の専用線による梅田乗り入れをもって復活したこととされている。

## 路線データ
- 路線距離：0.8 km
- 軌間：1,435 mm
- 駅数：3
- 複線区間：全線複線
- 電化区間：全線直流600 V電化
- 所要時間：梅田 - 北野間、5分
- 運行間隔：5時30分から23時45分頃まで、4 - 15分間隔

なお、梅田駅構内で阪急他線とも線路がつながっており、さらに大阪市電ともつながっていた。前者は新車の搬入路としても活用され、後者は1948年（昭和23年）から1949年（昭和24年）にかけて34形（元、南海阪堺線用）ならびに1形車両番号11 - 18を京阪大津線に移籍する際に利用されている（大阪市電と平面交差していた京阪本線野田橋駅（現在廃止）まで大阪市電の車両に牽引され、平面交差部分で方向転換をした）。

## 車両
当初は、大阪市電で使用された車両を譲り受けた151形4両と47形の47を改番した150の5両で運行していたが、1933年（昭和8年）から箕面線で使用されていた34形を使用するようになった。同車は、当時の路面電車としては珍しく集電装置が菱形パンタグラフ（当時の標準はポールかピューゲル）で、前照灯も前頭部（当時標準は運転台窓下）に取り付けられていた。

## 沿革
- 1910年（明治43年）3月10日 箕面有馬電気軌道により、現在の宝塚本線の一部として梅田 - 北野 - 宝塚間開業。
- 1926年（大正15年）7月5日 宝塚本線・神戸本線を複々線化による分離と同時に高架化。同線には中津駅が設けられたため北野駅を廃止し、残った地上線の梅田 - 北野間を北野線として営業開始。
- 1949年（昭和24年）1月1日 運転休止。
- 1959年（昭和34年）2月18日 北野線の線路用地を使用して宝塚本線を複々線化し、京都本線用の線路とする。

## 停留所一覧
梅田 - 茶屋町 - 北野

## 接続路線
路線名称・事業者名は北野線廃止時のもの。
- 梅田：阪急宝塚本線・神戸本線・阪神本線・大阪市営地下鉄1号線（梅田駅）、運輸省東海道本線・西成線・城東線（大阪駅）、大阪市電（大阪駅前）
- 北野：阪神北大阪線（1975年廃止）